# Trichisia
Trichisia es un  género de coleópteros adéfagos perteneciente a la familia Carabidae.

## Especies
Comprende las siguientes especies:
- Trichisia azurea (Chaudoir, 1861)
- Trichisia babaulti (Alluaud, 1914)
- Trichisia cyanea Schaum, 1854
- Trichisia insularis Schonfeldt, 1890
- Trichisia morio (Laferte-Senectere, 1851)
- Trichisia nesites Andrewes, 1931
- Trichisia papuana Csiki, 1907
- Trichisia rhodesiana Peringuey, 1908
- Trichisia violacea Jedlicka, 1935